# Liste der Kulturdenkmale in Hasloh
In der Liste der Kulturdenkmale in Hasloh sind alle Kulturdenkmale der schleswig-holsteinischen Gemeinde Hasloh (Kreis Pinneberg) und ihrer Ortsteile aufgelistet (Stand: 10. März 2025).

## Legende
In den Spalten befinden sich folgende Informationen:
- Objekt-ID: die Nummer des Kulturdenkmales
- Lage: die Adresse des Kulturdenkmales und die geographischen Koordinaten. Kartenansicht, um Koordinaten zu setzen. In der Kartenansicht sind Kulturdenkmale ohne Koordinaten mit einem roten Marker dargestellt und können in der Karte gesetzt werden. Kulturdenkmale ohne Bild sind mit einem blauen Marker gekennzeichnet, Kulturdenkmale mit Bild mit einem grünen Marker.
- Offizielle Bezeichnung: Bezeichnung des Kulturdenkmales
- Beschreibung: die Beschreibung des Kulturdenkmales
- Bild: ein Bild des Kulturdenkmales

## Bauliche Anlagen
| Objekt-ID      | Lage                                         | Offizielle Bezeichnung | Beschreibung | Bild                             |
| -------------- | -------------------------------------------- | ---------------------- | --- | -------------------------------- |
| 28367          | Fasanenweg (53° 41′ 40″ N, 9° 56′ 36″ O)     | Granitquaderbrücke     | Granitquaderbrücke; zurückgehend auf Ende 18. Jh.; einbogige Steinbrücke mit Segmentbogen aus behauenen Granitquadern - Begründung: geschichtlich, Kulturlandschaft prägend - Schutzumfang: gesamtes Objekt - Denkmaltyp: Bauliche Anlage | BW                               |
| 25132 Wikidata | Schulstraße 21 (53° 41′ 29″ N, 9° 54′ 58″ O) | Peter-Lunding-Schule   | Peter-Lunding-Schule, dreiteiliges Backsteingebäude, eingeschossig mit zentralem giebelständig vorstehendem Eingangsbau und traufständigen Backsteinriegeln zu beiden Seiten, Satteldächer, 1950–52, Architekt: Karl Schadendorf - Begründung: geschichtlich, künstlerisch, städtebaulich - Schutzumfang: gesamtes Objekt - Denkmaltyp: Bauliche Anlage | weitere Fotos \| Fotos hochladen |

## Ehemalige Kulturdenkmale
Bis zum Inkrafttreten der Neufassung des schleswig-holsteinischen Denkmalschutzgesetzes am 30. Januar 2015 waren in der Gemeinde Hasloh nachfolgend aufgeführte Objekte als Kulturdenkmale gemäß §1 des alten Denkmalschutzgesetzes (DSchG SH 1996) geschützt:
| Objekt-ID | Lage                                             | Offizielle Bezeichnung              | Beschreibung                                 | Bild            |
| --------- | ------------------------------------------------ | ----------------------------------- | -------------------------------------------- | --------------- |
|           | Garstedter Weg 101 (53° 41′ 31″ N, 9° 56′ 25″ O) | Hof Langenbergen Haupthaus          |                                              | Fotos hochladen |
|           | Garstedter Weg 102 (53° 41′ 30″ N, 9° 56′ 22″ O) | Hof Langenbergen Wirtschaftsgebäude |                                              | Fotos hochladen |
|           | Hagenkampsweg 20 (53° 41′ 24″ N, 9° 55′ 47″ O)   | Ehemalige Kate                      | nach Feuer nur noch als Brandruine vorhanden | Fotos hochladen |

## Quelle
- Liste der Kulturdenkmale in Schleswig-Holstein – Kreis Pinneberg (PDF)